# Tárnics
A tárnics, vagy encián (Gentiana) a tárnicsvirágúak (Gentianales) rendjébe, ezen belül a tárnicsfélék (Gentianaceae) családjába tartozó növénynemzetség. 300-400 faj tartozik bele, melyek virágai lehetnek kék, élénk sárga, pöttyös sárga, vagy sötét bordó színűek is. Őshazájuk valószínűsíthetően Eurázsia térsége volt, manapság legnagyobb formagazdagságban Kelet-Ázsia hegyvidékein élnek fajai. Gyógy- és dísznövényként is ismertek.
A tárnics megnevezés első írásos említése 1803-ra (Márton József szótárában) tehető, de nem tudni pontosan, hogy a népnyelvből, vagy ősi magyar szóból származtatható-e. Bár Rapaics Raymund a tüdőtárnics népies neve, a "rettegőfű" alapján szerb-horvát eredetre következtetett, ez nem bizonyított és nem is elfogadott. Az encián a német nyelvből honosodott meg. Latin nevét a Balkán-félsziget nyugati részén élő illírek Genthiosz (latinosan Gentius) királyáról kapta, aki a sárga tárnics gyökerét gyógyhatása miatt használta.
Magyarországon vadon három tárnics faj él, melyek mindegyike védett: a fecsketárnics (Gentiana asclepiadea L.), a Szent László-fű (Gentiana cruciata L.) és a kornistárnics (Gentiana pneumonanthe L.). Erdélyben a tölcsér vagy borospohár alakú kék virágú hegyi tárnics Gentiana acaulis vagy Gentiana kochiana elég gyakori dísze a Kárpátok magashegyi legelőinek.  

## Leírása
Általában évelő vagy egyéves lágyszárúak. Száruk rendszerint csupasz, levelük egyszerű, ép, fényes, a szárcsomón keresztben átellenesen, ritkán örvösen helyezkednek el. Gyakoriak a virágzatot övező gallérszerű levelek. Bár kétszikűek, a levél erezete az egyszikű növények párhuzamos erezetére emlékeztet. A magányosan növő vagy gyakrabban tömött virágzatot alkotó, látványos, színes virágok rovarmegporzásúak, tölcsér vagy harang alakúak. A szirmok összenövése mentén kialakuló kis redő (az úgynevezett plicae), a nemzetség fajainak biztos ismertetője – kivétel ez alól a sárga tárnics, mely virágaiból hiányzik.
Kis egyedszámú populációik speciális élettérhez alkalmazkodottan élnek, ezért nagyon érzékenyek a környezeti változásokra. Leggyakrabban ember nem járta hegyvidéki réteken, sziklás görgetegeken kialakuló mohapárnákban, törpecserjésekben találkozhatunk velük. Molekuláris vizsgálatok során sok kérdés merült fel genetikai rokonságukkal kapcsolatban.